# Juan Joya
Juan Víctor Joya Cordero (Lima, 25 de febrero de 1934-Lima, 29 de marzo de 2007) fue un futbolista peruano nacionalizado uruguayo. Considerado ídolo y delantero histórico del Club Atlético Peñarol de los años 60, siendo integrante destacado del Mejor equipo sudamericano del siglo XX. También defendió los colores del Alianza Lima, Juan Aurich y de River Plate de Argentina. Fue uno de los mejores extremos del mundo en los años 60 y recordado como uno de los más célebres futbolistas peruanos de la historia. Parte del equipo ideal de Peñarol de todos los tiempos
Era un espléndido delantero hábil, potente y veloz que jugó 9 temporadas en el Club Atlético Peñarol, desde 1961 hasta 1969. Con la casaca aurinegra disputó 132 partidos, anotando 80 goles. Fue dueño de la banda izquierda del ataque carbonero durante las 9 temporadas que defendió al Campeón del siglo XX y se lo apodó como “Dueño de la Olímpica” por la proximidad de la Tribuna Olímpica, sector donde mostro sus habilidades.
“Negro el once” (apodo adquirido en Uruguay, colocado por Heber Pinto, comentarista radial) jugando en Peñarol ganó los Campeonatos Uruguayos de 1961, 1962, 1964, 1965, 1967 y 1968, logrando así 6 Campeonatos Uruguayos en 9 temporadas. Además se adjudicó 2 Copas Libertadores (1961 y 1966), dos Copas Intercontinentales (1961 y 1966) y una Supercopa de Campeones Intercontinentales (1969). En todos estos torneos Joya fue pieza clave para la conquista, siendo acompañado por jugadores de la talla de Alberto Spencer, Pedro Virgilio Rocha, Julio César Abbadie, Ermindo Onega, entre otros. Joya anotó dos de los 5 goles que Peñarol le convirtió a Benfica en 1961, para lograr la primera Copa Intercontinental de Peñarol. Disputó cuatro finales de la Copa Libertadores y logró consagrarse campeón en 2 oportunidades siendo en todas titular indiscutible.
En sus otros equipos Joya logró dos campeonatos peruanos con Alianza Lima en 1954 y 1955 y fue el máximo goleador de la Liga Peruana en 1957, anotando 17 goles en 18 partidos. También jugó en River Plate donde fue subcampeón de la Primera División de Argentina y Juan Aurich.
En su anterior club (Alianza Lima) se había desempeñado siempre como delantero de punta, pero al llegar a Peñarol fue utilizado, por el entonces técnico de Peñarol Roberto Scarone, como mediapunta por el sector izquierdo. 
Con la Selección de fútbol del Perú, disputó la Copa América de 1959 y fue partícipe el mismo año en la histórica goleada por 4 a 1 ante Inglaterra donde contribuyó con la gran victoria anotando el cuarto gol. También jugó dos partidos amistosos por la selección de fútbol de Uruguay en 1962 y 1965.

## Biografía
Juan Joya nació en el barrio de San Sebastián, Cuartel Primero en Lima, el 25 de febrero de 1934. Tuvo un hijo uruguayo que pertenece a las Fuerzas Armadas de dicho país. Falleció el 29 de marzo del 2007, siendo sus restos velados en el distrito de San Miguel, precisamente en un complejo deportivo que lleva su nombre. Siendo sepultado a las 14:00 horas en el Cementerio Parque del Recuerdo, ubicado en el distrito de Lurín.
La Conmebol le tributó homenaje póstumo con un minuto de silencio en el partido entre el Colo-Colo chileno y el Caracas, por la Copa Libertadores 2007.

### Curiosidad
Joya perteneció a una excelente generación de futbolistas peruanos que logró muchos títulos fuera del Perú y que antecedió a los cracks de los setenta: Teófilo Cubillas, Hugo Sotil, Héctor Chumpitaz, Pedro Pablo León, Roberto Challe, César Cueto, entre otros.
Los otros cracks de su época que brillaban en el mundo fueron: Víctor Benítez, campeón de la Liga de Campeones de la UEFA con el AC Milan; Juan Seminario, Pichichi de la Liga Española en 1962, defendiendo al Real Zaragoza y campeón de la Copa de la UEFA con el FC Barcelona de España. Otros tres dignos de mención: Guillermo Delgado, central del Hércules de España; el "maestrito" Miguel Loayza centrocampista muy habilidoso, jugador de River Plate, y Huracán, y Oscar Gómez Sánchez, que fue figura en el fútbol argentino. Mientras todos estos jugadores destacaban en el exterior, extrañamente no serían convocados para las eliminatorias mundialistas y la selección peruana se quedaba sin ir a los mundiales de 1962 y 1966.

## Trayectoria

### Inicios (1953-1960)
Comenzó a jugar al fútbol en el Concepción Rimac de Lima en 1952. Al año siguiente, a los 19 años pasó a Alianza Lima, donde debuta en Primera División destacándose por su velocidad y capacidad goleadora. Con Alianza Lima, fue campeón peruano en 1954 y 1955, en 1957 se convierte en el máximo goleador de la liga peruana de fútbol al anotar 17 goles en 18 partidos. Permaneció en Alianza hasta 1960, pero pese a que dejó una profunda huella en el conjunto limeño, no ofreció el máximo de su potencial, algo que tenía reservado para su paso por Peñarol de Montevideo, conjunto que le brindó la oportunidad de ser conocido a nivel mundial. Antes tuvo un fugaz paso por el River Plate argentino donde jugó la temporada de 1960.

### Club Atlético Peñarol (1961-1969)

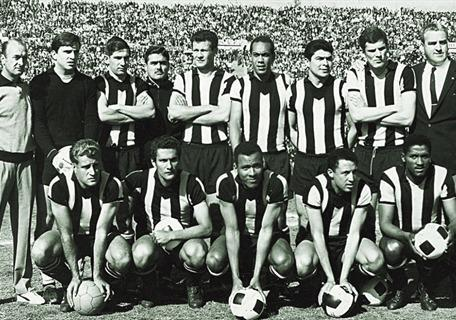
Juan Joya junto al equipo de estrellas de Peñarol en 1965

En 1961, fichó por el Peñarol de Uruguay, que por aquella época era uno de los mejores equipos del mundo. A su llegada a Peñarol, comenzó a desenvolverse en la punta izquierda del ataque, posición en la que lo ubicó Roberto Scarone. Pese a que siempre había jugado como delantero centro, Joya se acopló rápidamente a su nueva posición y se hizo dueño de la banda izquierda, donde fue inamovible por ocho temporadas. En el conjunto uruguayo se ganó el apodo del "Dueño de la Olímpica", porque desplegaba su mejor juego frente a aquella tribuna del Centenario, se comenta que la razón: era porque en ese lado del campo no se escuchaban las indicaciones de Roque Gastón Máspoli.
Formó una letal ala izquierda junto a otro mito de Peñarol, el ecuatoriano Alberto Spencer, juntos marcaron época en el fútbol uruguayo y mundial en un equipo en el que estaban apoyados por Pepe Sasía, Clano Cabrera, Julio César Abbadie, Pedro Virgilio Rocha, el mundialista brasileño Moacyr Claudino Pinto, Pocho Cortés, Lito Silva, Francisco Bertocchi y Ermindo Onega.
Durante su paso por Peñarol conquistó 2 Copas Intercontinentales (1961 y 1966), 2 Copas Libertadores en 1961 y 1966. Fue campeón de la Supercopa de Campeones Intercontinentales en 1969 y conquistó 6 Campeonatos Uruguayos en 1961, 1962, 1964, 1965, 1967 y 1968.
En 1961, vivió uno de sus mejores momentos como futbolista, Joya ganaba su primera Copa Intercontinental con la casaquilla aurinegra. Peñarol se enfrentó en la final al Benfica a doble partido. El choque disputado en Lisboa culminó con el marcador 1-0 a favor de los locales y el encuentro de revancha jugado en el Estadio Centenario culminó con una contundente victoria 5-0 de Peñarol. Joya le hizo dos golazos al mítico portero de Benfica, Costa Pereira. El primero llegó con definición tras pase de su compañero Ernesto Ledesma a los 17' de juego, y el segundo a través de un cabezazo luego de un servicio de Alberto Spencer quien fuera su gran socio y amigo en aquel equipo de Peñarol.
Cinco años después Joya volvería a disputar la Copa Intercontinetal con Peñarol, esta vez contra el Real Madrid. El equipo uruguayo fue ampliamente superior tanto en su fortín como en el Santiago Bernabéu: sendos 2-0 le darían el título por segunda vez. El peruano jugó ambos partidos, pero no pudo marcar. En el bicampeón intercontinental también destacaban el arquero Mazurkiewicz, Pedro Rocha, el capitán Néstor Gonçálves y Spencer, quien marcó en Montevideo y selló el marcador de visita.

### Últimos años y retirada (1970-1974)
Tras su paso por Peñarol llegó al Juan Aurich de Chiclayo en 1970, en el cual cumplió la función de jugador-entrenador y donde se retiró del fútbol profesional. A partir de aquí comienza una ida y venida por distintos equipos de menor nivel jugando en el Sud América (1971), el Cinco Esquinas de Pando (1972), el Defensor de Paso de los Toros (1973) y el Deportivo Tagner de Chicago, donde colgó las botas en 1974, a los 40 años.
A su retirada tras hacer el curso de entrenador, inició sus actividades técnicas en Sportivo Cerrito en 1973, paso por el Atlante de México, Racing de Montevideo y al Técnico Universitario en Ecuador en 1978. Vuelto a Perú, en 1987, dirigió al Mina San Vicente, club regional minero.

### Características
Joya, apodado en Uruguay "Negro El Once", era un punta izquierdo muy rápido, habilidoso y dotado de una gran llegada a gol. Los hinchas del Peñarol, lo recuerdan como una fiera dentro de la cancha. Muy sigiloso en sus movimientos, quienes lo vieron afirman que fue el mejor en su puesto y es uno de los delanteros más habilidosos que tuvo Peñarol en sus más de 100 años de historia. Joya integró uno de los mejores equipos en la historia del fútbol sudamericano.

## Selección nacional
Fue internacional peruano entre 1957 y 1959, participó en la Copa América de 1959, conformando una de las mejores delanteras de la historia del fútbol peruano: Gómez Sánchez, Loayza, Joya, Terry y Seminario. Fue partícipe de la histórica goleada de Perú a Inglaterra por 4 a 1 jugado en mayo de 1959, la tarde que Miguel Loayza, destrozó con su habilidad a la defensa inglesa y Juan Seminario, anotará 3 goles. Joya contribuyó con la gran victoria anotando el cuarto gol.
También fue internacional uruguayo y vistió "la celeste" en dos ocasiones, en partidos amistosos de 1962 y 1965.

### Participaciones en Copas América
| Copa                         | Sede      | Resultado    | PJ | Goles |
| ---------------------------- | --------- | ------------ | -- | ----- |
| Campeonato Sudamericano 1959 | Argentina | Cuarto lugar | 6  | 2     |

## Clubes

### Estadísticas
| Club              | País              | Año       | Partidos | Goles | Prom. |
| ----------------- | ----------------- | --------- | -------- | ----- | ----- |
| Alianza Lima      | Perú              | 1953-1959 | 63       | 34    | 0,54  |
| River Plate       | Argentina         | 1960      | 21       | 7     | 0,35  |
| Peñarol           | Uruguay           | 1961-1970 | 471      | 70    | 0,15  |
| Juan Aurich       | Perú              | 1970      | 20       | 8     | 0,4   |
| Selección de Perú | Selección de Perú | 1956-1959 | 9        | 3     | 0,33  |
| Total carrera     | Total carrera     | 1954-1970 | 584      | 122   | 0,20  |

### Participaciones en competiciones internacionales
| Temporada     | Club          | Resultado     | Competición                | Partidos | Goles |
| ------------- | ------------- | ------------- | -------------------------- | -------- | ----- |
| 1961          | Peñarol       | Campeón       | Copa Libertadores          | 6        | 3     |
| 1961          | Peñarol       | Campeón       | Copa Intercontinental      | 2        | 2     |
| 1962          | Peñarol       | Subcampeón    | Copa Libertadores          | 4        | 0     |
| 1965          | Peñarol       | Subcampeón    | Copa Libertadores          | 9        | 3     |
| 1966          | Peñarol       | Campeón       | Copa Libertadores          | 6        | 2     |
| 1966          | Peñarol       | Campeón       | Copa Intercontinental      | 2        | 0     |
| 1967          | Peñarol       | Semifinal     | Copa Libertadores          | 1        | 0     |
| 1968          | Peñarol       | Semifinal     | Copa Libertadores          | 8        | 2     |
| 1969          | Peñarol       | Campeón       | Supercopa Intercontinental | 4        | 0     |
| Total carrera | Total carrera | Total carrera | Total carrera              | 46       | 12    |

## Palmarés

### Campeonatos nacionales
| Título              | Club         | País    | Año  |
| ------------------- | ------------ | ------- | ---- |
| Liga Peruana        | Alianza Lima | Perú    | 1954 |
| Liga Peruana        | Alianza Lima | Perú    | 1955 |
| Campeonato Uruguayo | Peñarol      | Uruguay | 1961 |
| Campeonato Uruguayo | Peñarol      | Uruguay | 1962 |
| Campeonato Uruguayo | Peñarol      | Uruguay | 1964 |
| Campeonato Uruguayo | Peñarol      | Uruguay | 1965 |
| Campeonato Uruguayo | Peñarol      | Uruguay | 1967 |
| Campeonato Uruguayo | Peñarol      | Uruguay | 1968 |

### Torneos cortos
| Título              | Club    | País    | Año  |
| ------------------- | ------- | ------- | ---- |
| Torneo Cuadrangular | Peñarol | Uruguay | 1963 |
| Torneo de Honor     | Peñarol | Uruguay | 1964 |
| Torneo de Honor     | Peñarol | Uruguay | 1967 |
| Torneo Cuadrangular | Peñarol | Uruguay | 1968 |

### Copas internacionales
| Título                                    | Club    | Sede Final | Año  |
| ----------------------------------------- | ------- | ---------- | ---- |
| Copa Libertadores                         | Peñarol | Brasil     | 1961 |
| Copa Intercontinental                     | Peñarol | Uruguay    | 1961 |
| Copa Libertadores                         | Peñarol | Chile      | 1966 |
| Copa Intercontinental                     | Peñarol | España     | 1966 |
| Supercopa de Campeones Intercontinentales | Peñarol | Argentina  | 1969 |

### Distinciones individuales
| Distinción                                                | Año  |
| --------------------------------------------------------- | ---- |
| Máximo goleador de la Liga Peruana (17 goles)             | 1958 |
| Parte del equipo ideal del Peñarol de todos los tiempos   | 2002 |
| Premio por la destacada trayectoria futbolística CONMEBOL | 2014 |